# Rio Marrecas (Belo)
Der Rio Marrecas ist ein etwa 102 km langer linker Nebenfluss des Ivaí-Nebenflusses Rio Belo in der Mitte des brasilianischen Bundesstaats Paraná.

## Geografie

### Lage
Das Einzugsgebiet des Rio Marrecas befindet sich auf dem Segundo Planalto Paranaense (Zweite oder Ponta-Grossa-Hochebene von Paraná).

### Verlauf
Sein Quellgebiet liegt im Munizip Guarapuava auf 1.158 m Meereshöhe etwa 7 km südwestlich der Ortschaft Guiracá.
Der Fluss verläuft in nördlicher Richtung. In seinem Oberlauf durchfließt er die Terra Indígena Marrecas. Er fließt zwischen den Munizipien Turvo und Prudentópolis auf 481 m Höhe von links mit dem Rio São Francisco zusammen und bildet den Rio Belo, der nach vier Kilometern im Rio Ivaí endet. Er ist etwa 102 km lang.

### Munizipien im Einzugsgebiet
Am Rio Marrecas liegen die Munizpien Guarapuava, Turvo und Prudentópolis. 

### Terras Indígenas
Entlang des Oberlaufs erstreckt sich über etwa 15 km das föderale indigene Gebiet Terra Indígena Marrecas. Gemäß der Liste der indigenen Territorien Brasiliens des Instituto Socioambiental leben hier knapp 665 Indigene vom Volk der Kaingang (Stand: 2014).
| Terra indígena | Völker   | Bewohner | Fläche(km²) | Bewohner pro km² | Kategorie      |
| -------------- | -------- | -------- | ----------- | ---------------- | -------------- |
| Marrecas       | Kaingang | 665      | 168,39      | 3,9              | Terra Indígena |